# لاري واتكينز
لاري واتكينز (بالإنجليزية: Larry Watkins)‏ هو لاعب كرة قدم أمريكية أمريكي، ولد في 5 أكتوبر 1946 في بيسمير في الولايات المتحدة.

## وصلات خارجية
- لاري واتكينز على موقع مرجع كرة القدم المحترفة.كوم (الإنجليزية)